# Західносибірське повстання

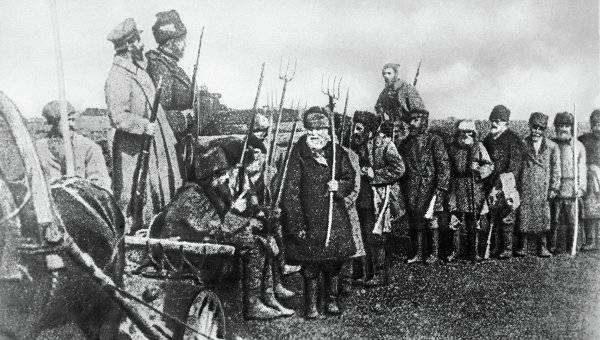
Повтанці

Західно-Сибірське повстання (1921-1922) — найбільша антибільшовицьке збройне повстання селян, козаків, частини робітників і міської інтелігенції в РРФСР на початку XX століття. Проходило на території Західного Сибіру і було жорстоко придушене.

## Хід подій

### Передумови
Радянське керівництво проводило політику воєнного комунізму. У доповідній записці голови Сибірського продовольчого комітету Петра Кириловича Когановича з липня 1920 року, було сказано, що за даними Сібпродкома в Сибіру в 1919 році було вільних лишків хліба в кількості 77054 тис. Пудів, а в 1920 році - 71753 тис. Пудів з яких до розкладка прийнято 54716 тис. пудів, а заготовлено не більше 25000 тис. пудів. 20 липня 1920 року Рада Народних Комісарів Української РСР ухвалила постанову «Про вилучення хлібних надлишків в Сибіру», за яким селяни зобов'язані були здати всі надлишки хліба минулих років і одночасно нового врожаю. За цим декретом Раднаркому з 20 червня 1920 по 1 березня 1921 року, 6 губерній, підпорядкованих Сібревкому (Іркутська, Єнісейська, Томська, Омська, Алтайська, Семипалатинська) повинні були здати 110 млн. Пуд. хліба, Тюменська губернія - 8 177 тис. пудів, Екатеринбургская губернія - 10 млн. пудів, Челябінська губернія - 17 млн. пудів, що становило ⅓ загальнодержавного завдання в 440 млн. пудів. Селяни зобов'язувалися здати зерно, м'ясо (на Сибір було накладено 6 270 000 пудів м'яса), масло, яйця, картопля, овочі, шкіри, шерсть, тютюн, роги, копита і багато іншого. Всього на них поширювалося 37 развёрсток. Крім того, все трудове населення з 18 до 50 років повинно було виконувати різні повинності: рубати і вивозити ліс, постачати підводи і т.д. За ухилення передбачалися суворі міри покарання аж до арешту і відправки на примусові роботи. Безпосередніми керівниками були: предсібпродкома Петро Кирилович Коганович, Тюменський губпродкоміссар Григорій Самойлович Інденбаум, Єкатеринбурзький губпродкоміссар Тихон Максимович Пономаренко.
До початок 1921 селянські повстання охопили практично всю радянську Росію. Селяни вимагали припинення хлібної монополії та ліквідації диктатури РКП (б). Взимку 1921 повстав і Західний Сибір.
Введені з кінця серпня 1920 в Тюменській губернії численні розверстки були непосильні для селян Ішимського повіту, тим більше, що в 1920 році цей регіон збагнув сильний неврожай. Однак місцеве партійне і радянське керівництво, вилучаючи в ряді місць навіть продовольчий хліб і насіння, здійснювало безпрецедентне насильство по відношенню до селянства.
Погані погодні умови ускладнили роботи по вилученню хліба і транспортуванні його до залізничних станцій - виконати завдання по продрозкладці не вдалося. Тому основний тягар її припала на листопад 1920 - січень 1921 років. Курс на якнайшвидше виконання плану привів до подальших зловживань і безгосподарності. За нехлюйству більшовицького керівництва і недолугості влади гнив зібраний в громадських коморах хліб, гинули від холоду вівці, стрижені для виконання плану вовняний розверстки, йшло знищення великої рогатої худоби. План хлібної розкладки в Тюменській губернії був виконаний на 102% і склав 6,6 млн. пудів. На 100% виконав розкладку Курганський повіт. Омська губернія не виконала завдання, зібравши лише 48% від плану. Тобольськ-Тюменська газета «Известия» в ті дні повідомляла: «... У Омському, Тюкалинском, Ишимском, Кульчинський, Татарській і Славгородське повітах відкрито 50 висипних пунктів, зсипали 2 958 769 пудів! Здано губпродкому 1 461 686 пудів! Залишилося на висипних пунктах понад мільйон пудів ». В результаті в листопаді 1920 - січні 1921 р повстання відбулися в Безруківська, Бердюжской, Велико-Сорокинської, Голишмановской, Дубинской, Ларіхінской, Пегановской, Уктузской волостях Ішимської повіту, Юргінським волості Ялуторовського повіту, Любінській волості Тюкалинского повіту, тричі (в серпні, листопаді і грудні 1920 г.) виникали у Всесвятському районі Петропавлівського повіту. За допомогою збройної сили влади легко розправлялися з незадоволеними.
Однією з головних причин, що викликали повстання, є продовольча розкладка, а ширше - внутрішня політика «воєнного комунізму». Примусове вилучення хліба вироблялося в інтересах міського населення (яке, тим не менш, сиділо на голодному пайку) і великої армії, і селянам однозначно уявлялося грабунком. Селянам роз'яснювали, навіщо у них відбирають хліб і худобу. У селян постійно на очах були лише продовольчі загони. Продрозкладка ставила сільське населення перед загрозою голоду.

### Початок повстання
Збори жінок Пегановської волості Ішимського повіту, яке відбулося 31 грудня 1920 року в відповідь на «ударне» виконання продрозкладки (вилучення продовольчого і насіннєвого хліба) і свавілля з боку продовольчих комісарів, постановило такі дії вважати незаконними. Продовольчий загін з 9 чоловіків та жінок обеззброїли, вирішивши відправити його назад в м. Ішим після закінчення зборів. Крім того, жінки звернулися з проханням до начальника міліції 4-го ділянки Ішимського повіту прибути в село Пеганова для розслідування незаконних дій вказаних осіб.
22 січня 1921 роки для більш правильного забезпечення найбіднішого сільського населення продовольчим хлібом було прийнято Постанову Тюменського губвиконкому Рад і губпродкома «Про внутрішню розкладка хліба», яка буде проводитися після державної розверстки.
27 січня 1921 року почалися хвилювання в Омутінской волості Ялуторовського повіту.
31 січня 1921 року відбулися зіткнення селян з продзагонами в селах Челноковського і Чуртанском, на півночі Ішимського повіту. У селі Челноковського у відповідь на спробу селян перешкодити вивезенню насіннєвого зерна червоноармійці відкрили вогонь. Двоє незадоволених було вбито і двоє поранені. Однак, на відміну від колишніх зіткнень, селяни не поступилися насильства, а, озброївшись кілками, вилами, мисливськими рушницями, вступили в бій і вигнали продработніков. До повсталих приєдналися жителі Челноковського, Чуртанской, Вікуловской, Готопутовской та інших волостей. Протягом 3-х днів повстання охопило всю північ Ішимського повіту і перекинулося на Ялуторовськ.
До 4 лютого повстання охопило Інгалинську, Петропавловську та Слободо-Бешкільскую волості Ялуторовського повіту. З 31 січня по 2 лютого 1921 роки тривали хвилювання в Нердінской волості Тюменського повіту. 3 лютого Тобольський повітовий військкомат вже мав відомостями про повстання в Токуйской і Тукузской волостях, а на наступний день заколот стався в Малиновської волості. Тоді ж повстало населення Кайлінской, Слободчіковской і Тавінской волостей Тарського повіту, до яких незабаром приєдналися жителі ще ряду волостей. 5 лютого повстанці діяли в Пановской волості Тюкалинского повіту. 6 лютого Повноважний голова ВЧК по Сибіру І. П. Павлуновскій телеграфував до президії ВЧК про те, що в Омській губернії - в Тарсков і Тюкалинском повітах спалахнуло повстання. Повстанці озброєні достатньою кількістю кулеметів і гвинтівок, керує ними полковник Левицький. 7 лютого о Тобольськ-Тарсков районі, на південний схід від Тобольська, спалахнуло повстання, повстанцями були зайняті д. Чорна, Токуйське, Загваздінське. В районі Тевриз-Устьішімської також спалахнуло повстання. 8 лютого було хвилювання в Караульноярской волості Тюменського повіту. У той же день повстання охопило кілька волостей Петуховского району, які перебували в протилежному, південно-західній частині Ішимського повіту.
4 лютого Омського губкома інформували з Тобольськ-Тарського району: «... З'ясувалося, що чисельність повстанців, що діють в Усть-Ішимському і Слободчеському районах, обчислюється до 400 чол., Частина з них екіпірована дробовиками. Повстанці мають на меті поширитися на Усть-Ишимская волость і Тевриз ... Головні сили знаходяться в селі Малаховський, що в 20-і верстах на захід від Челникова ... »
Йшли запеклі бої за місто Петропавловськ. 14 лютого повстанці зайняли його. Але на наступний день червоноармійці, отримавши підкріплення з боку Омська - 249 полк 21 дивізії ВНУС, взвод 85 артдивізіону і бронепоїзд «Червоний сибіряк», перейшли в контрнаступ. Місто тричі переходив з рук в руки, і лише 16 лютого остаточно залишився за червоними. Загони повстанців продовжували наступати на південь від Петропавловська і 23 лютого 1921 року зайняли місто Кокчетав. Повстанці, підтримані козаками, підійшли до міст Акмолинської і Атбасар, але взяти їх не змогли.
Розпочавшись 31 січня 1921 року в північно-східній частині Ішимського повіту Тюменської губернії, повстання в короткий термін охопило більшість волостей Березовського, Ішимського, Сургутского, Тобольського, Туринського, Тюменського і Ялуторовського повітів Тюменської губернії, Атбасарского, Акмолинської, Кокчетавская, Петропавлівського, Тарского і Тюкалинского повітів Омської губернії, Курганського повіту Челябінської губернії, східні райони Камишловского і Шадринського повітів Екатеринбургской губернії. Навесні 1921 року повстанські загони діяли на величезній території від Обдорск на півночі до Каркаралінска на півдні, від станції Тугулим на заході до Сургута на сході. Чисельність повстанців до квітня перевищила 100 тис. Осіб.
Незважаючи на яскраво виражену запеклість, повстанський рух носило осередкового характеру. Селянство поголовно приєднувалося до повсталих, що аж ніяк не визначалося тільки його соціально-майновим становищем (зокрема, на боці повсталих так чи інакше виявилася і сільська біднота). Організаторам повстанського руху довелося вдаватися до насильницьких мобілізаціям чоловічого населення у віці від 18 до 35 (45) років, в разі потреби не зупиняючись перед репресіями. Частина селян просто не бажала воювати, а якщо і воювала, то на обмеженій території, при цьому в багатьох селах формувалися і власні добровольчі загони, перш за все, з найбільш постраждалих від Радянської влади. Соціальний склад повстанського руху був досить строкатим: в основному середняки, заможні селяни, частина бідноти, колишні військові фахівці, перебігли або здалися в полон червоноармійці (так, в бою в районі села Беловского, кулеметника у повстанців були здалися червоноармійці 233-го полку), а також кримінальники. Відзначалися і випадки участі в повстанні представників міліції (наприклад, на боці повстанців опинилися міліціонери Озернінского волості - Голованов і Вікуловской волості - Григор'єв). Мемуаристи й історики по-різному визначали кількість учасників Західно-Сибірського повстання. У літературі можна зустріти цифри від 30 до 150 тис. Чоловік.
Ишимская парторганізація під час повстання зазнала значних, за архівними даними, втрати: в іменному списку комуністів Ишимской організації РКП (б) на 20 квітня 1921 року налічувалося 406 чоловік, убитих і зниклих безвісти під час повстання.
Повстання набуло величезного розмаху. У лютому 1921 повстанці на три тижні паралізували рух по обох лініях Транссибірської залізничної магістралі, а потім зайняли міста Петропавловськ - 14 лютого, Тобольськ - 21 лютого, Кокчетав - 21 лютого, Сургут - 10 березня, Березів - 21 березня, Обдорськ - 1 апреля і Каркаралинск - 5 квітня, вели бої за Ішим (кілька разів переходив з рук в руки), наблизилися до Кургану і Ялуторовськ.
Бойові дії, які велися в лютому - квітні 1921 на охопленій повстанням території, за масштабами і військово-політичних результатів можна порівняти з великими армійськими операціями часів громадянської війни.

### Придушення повстання
Для зручності управління радянськими військами район повстання був розбитий на три ділянки: Північний (Ишимский), Південний (Петропавлівський), і Західний (Камишловской-Шадринский). Підійшли на допомогу додаткові війська, які мали досвід боротьби з повстанцями на Алтаї і в Поволжі, зупинили просування повстанців в південних районах Західного Сибіру і в середині лютого 1921 року, використовуючи бронепоїзда і артилерію, завдали зустрічні удари уздовж ліній залізниць з боку Уралу і Омська. На північній лінії добре укріпленими виявилися станції і особливо село Голишманово. Три тисячі селян під керівництвом перейшли на їхній бік інженерів 33-го польового будівництва спорудили потужні оборонні рубежі і билися протягом двох тижнів. Після того, як прибули в якості підкріплення 232 і 253 полки 21 дивізії зайшли в тил повстанцям, захисники залишили село і відійшли на північ. 24 лютого 1921 року частини Червоної армії, що рухалися назустріч один одному по північній магістралі, з'єдналися на станції Вагай. К 4 березня було очищено лінія Омськ-Челябінськ і було відновлено рух поїздів по південній гілці. В результаті цих операцій одна з найбільших угруповань - Ішимський-Петропавлівська, що налічувала понад 20 тисяч повстанців, виявилася в оточенні разом зі штабом Сибірського фронту. Серед потрапили в пастку деморалізованих повстанців почалися зіткнення. В одному з них загинув головком повстанців В. А. Родін. Відбиваючись від наседавшего противника, повстанці створили кілька укріплених рубежів, одночасно намагаючись вирватися з кільця. Двічі, 8 і 17 березня, значні сили їх, прорвавши лінію фронту на заході в районі с. Армизонське, йшли в Ялуторовськ і Курганський повіти. Втретє вони спробували прорватися 18 березня в південному напрямку, з метою з'єднатися з козачої дивізією С. Токарєва. Але план не вдався, мало хто пішли в козацькі станиці, більшість загинуло або потрапило в полон.
В на початку березня 1921 року червоноармійці наступали від Петропавловська на південь, вгору по річці Ішим. У бою у станиці Явленка повстанці в кількості до трьох тисяч чоловік чинили запеклий опір, але зупинити противника їм не вдалося. 5 березня після двогодинного бою вони залишили місто Кокчетав. Відступити на південь до р Атбасар не було можливості, тому що на південь від станиці Сандиктав шлях виявився закритий червоноармійцями. 9 березня сталася рішучий бій. Станиця згоріла. Повстанці, бачачи безперспективність битви, змінили напрямок руху з південного на східне, в сторону Павлодару. Подальше просування частин Червоної армії призвело до ліквідації загрози захоплення повстанцями Акмолинської. 17 березня зазнала поразки відступала з району Петропавловська Сибірська кавалерійська дивізія С. Токарєва. Залишки козаків з приєдналися загонами Кокчетавської і Акмолинської повстанців, загальною чисельністю дві тисячі бійців, бігли на схід до китайському кордоні. У середині травня 1921 року ці фірми пішли в Китай.
У той час, коли Червона армія вела наступ на південь від Транссибірської магістралі, на півночі Західного Сибіру комуністичні загони продовжували відступати. Повстанці, використовуючи чисельну перевагу і підтримку населення, крок за кроком просувалися, займаючи територію на північ від Тобольська. Спроби керівництва Березовського і Сургутського повітів об'єднаними силами зупинити повстанців успіху не мали. 8 березня повстанці зайняли село Самарово. 9 березня взяли Сургут. 21 березня - Березово, 1 квітня - Обдорськ.
Південніше Тобольська повстанці в березні 1921 року вели оборонні бої, в районі с. Ярково, на Тюменська-тобольськом тракті. Під впливом невдач і агітації повстанців, що наступав по тракту Казанський полк Червоної армії виявився небоєспроможним. Червоноармійці не горіли бажанням воювати з повсталими селянами. Перша і друга роти перейшли на бік повстанців з повним озброєнням, а не зважилися піти четверта і п'ята роти «зайнялися самострілами в руки». Невдало діяли і частини ВНУС (внутрішньої служби), які намагалися наступати із заходу вздовж річки Тавди і топтатися на одному місці.
До кінця лютого сильних боїв в районі Аромашевской і Кротовскій волостей Ішимської повіту не було. Радянські війська діяли в основному по лінії залізниці і лише з ліквідацією «голишмановской пробки» в кінці лютого 1921 року розпочали наступ на цей район. На початку березня розгорнулися запеклі бої за село Аромашево. Протягом тижня воно кілька разів переходило з рук в руки. І лише 10 березня 1921 року, після того, як повстанці відвели свої головні сили до д. Малинівка, червоноармійці зайняли його. Через три дні була зайнята і Малинівка, після чого наступали частини розділилися на дві групи: одна група наступала по Ішимський-Тобольському тракту, а інша рухалася паралельно, на захід від річки Вага. Зі сходу вниз по Іртишу їм на допомогу рухалися Тобольськ-Тарський комуністичні загони. 

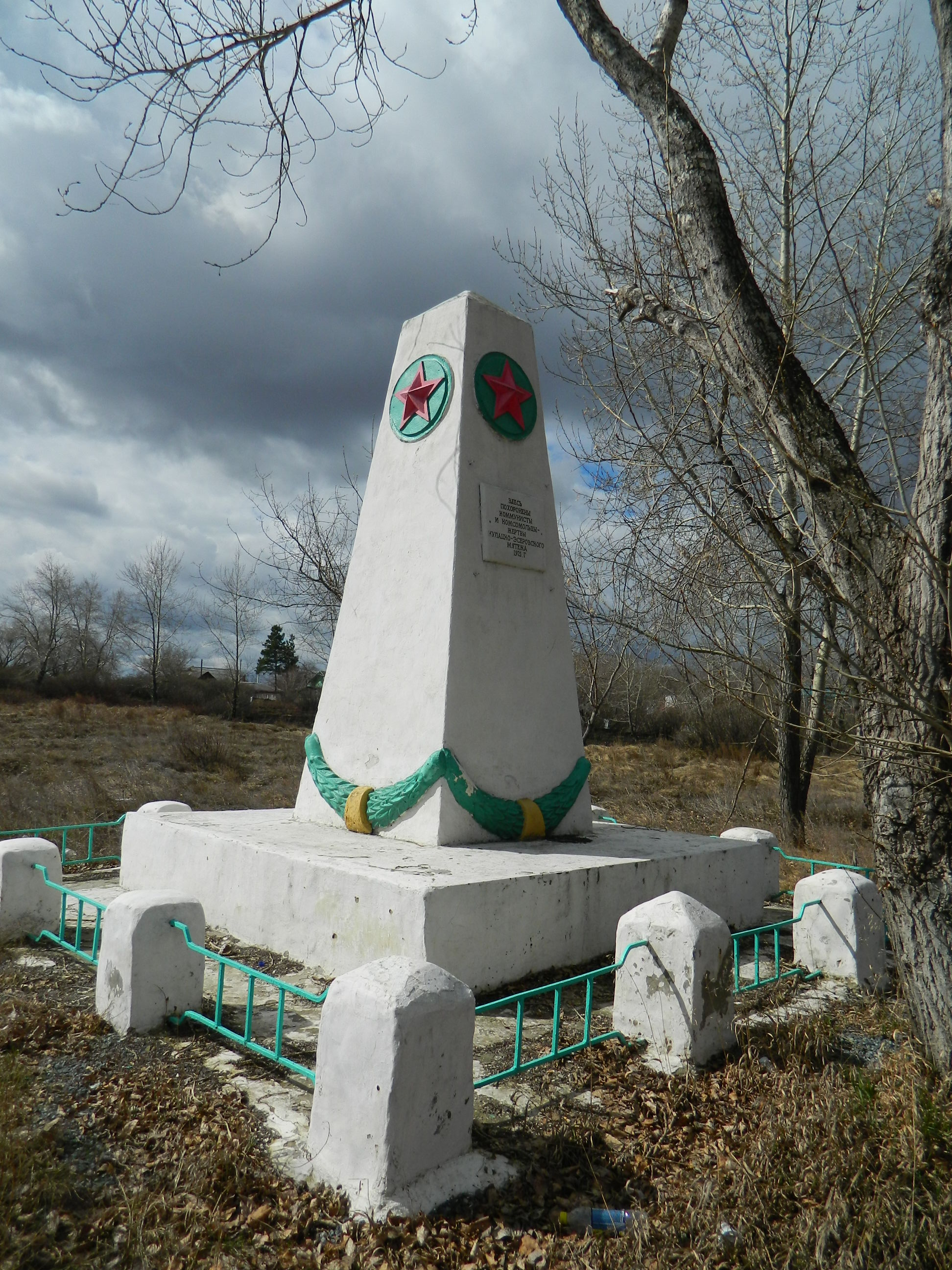
Братська могила жертв Ішимського повстання

Село Аромашево перетворилося в центр опору на півночі Ішимського повіту: тут налічувалося близько 10 тисяч повстанців. «У наполегливих нічних боях 28 квітня за Євсін і 1 травня за Аромашево радянські війська завдали повстанцям величезної шкоди. Останні втратили близько 700 чоловік убитими, пораненими і потонули, приблизно 5700 чоловік полоненими, багато зброї і більшу частину обозу. 1-3 травня, переслідуючи втекли повстанців, червоні взяли Овсова, Кротово, Великий Кусеряк і Покровку, де завершили розгром основних сил Північно-Ішимського фронту », - пише доктор історичних наук, професор В. І. Шишкін з Новосибірська. Петро Семенович Шевченко зумів зберегти значну частину загону, який став називатися 1-м визвольного полком Народної армії.
На початку серпня 1921 року 1-й Визвольний полк Народної армії зайняв Кротово, Аромашево, Велике Сорокино і Пінігін, захопили обоз червоних. Проведена мобілізація, на яку більшість населення погоджувалося охоче. Пізньої вночі 25 серпня 1921 року зведений загін Буріченкова виступив з села Кочковатово у напрямку на острів Прітинний. Тільки під ранок червоні дісталися до місця. Повстанці, впевнені у своїй безпеці, мали тільки близьке сторожову охорону. Радянська піхота, що мала майже трикратне перевагу в чисельності, раптово атакувала партизан в лоб. Ті вступили в перестрілку з наступаючими, зовсім забувши про флангах. І тоді несподівано для партизан з флангів на них обрушилася кіннота. Шевченко був зарубаний і разом з ним зарубано 111 повстанців, взято 4 виправлених кулемета.
Влітку 1921 року в Ішимському повіті почався масовий голод, який тривав і в 1922 р Спалахнула епідемія холери. За неповними офіційними даними, було 8159 випадків смертності від голоду. Небувалий голод, збір продподатку знову посилили ворожість селянства по відношенню до РКП (б) і її представникам на місцях. На ґрунті голоду прийняв серйозні масштаби кримінально-грабіжницький бандитизм, і навіть в кінці 1922 року по Ішимський повіту орудували дрібні розбійницькі зграї, відбувалися грабежі і вбивства.
Бої тривали ще рік, останні осередки повстання були остаточно ліквідовані тільки до кінця 1922 року. При придушенні повстання проводилися каральні операції. Практикувалося взяття селян, родичів повстанців, в заручники. Від артилерійського вогню в боях загинуло безліч мирних жителів, в тому числі жінки і діти.

### Наслідки
Повстання стало однією з головних причин заміни 21 березня 1921 року продрозкладки податком і зумовило надалі перехід від політики військового комунізму до НЕПу.